# Titres de noblesse du Buganda

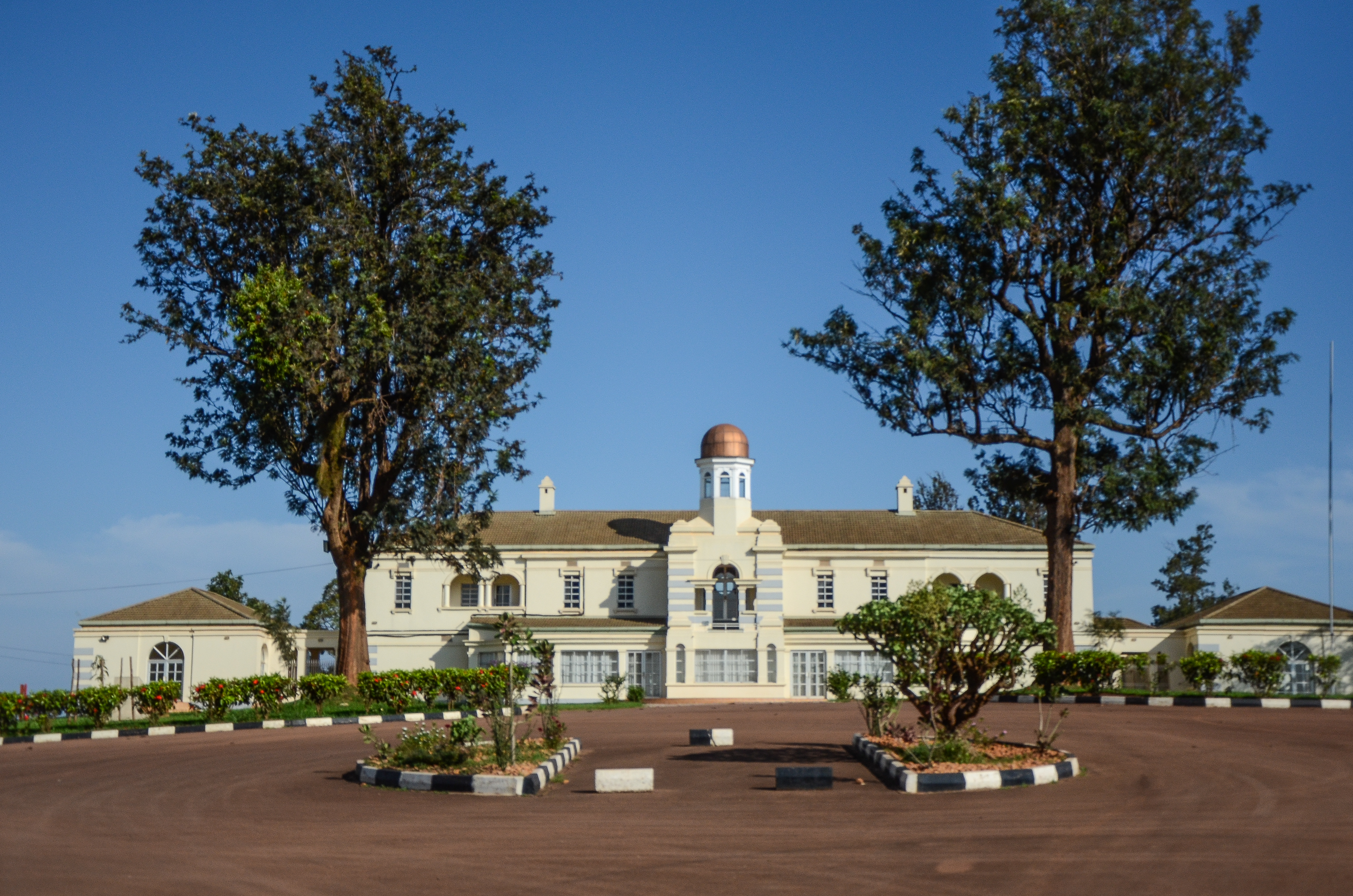
Le palais des Kabaka à Kampala

Le nom de Kabaka est donné aux rois du Buganda depuis le XVe siècle. Nous ne connaissons pas aujourd'hui l'étymologie de ce mot. Il a la fonction de chef des chefs de clans qui composent le royaume. Les chefs de clans, les Bataka, perdent peu à peu leurs pouvoirs au profit des Kabaka qui mettent en place un royaume politiquement centralisé à partir du XVIIe siècle.

## La royauté du Buganda
La royauté n'est pas héréditaire et les successions sont un jeu complexe d'équilibre des forces entre les clans. La clan est transmis par la mère du Kabaka, c'est pourquoi elle occupe une place importante. La reine mère est appelée Namasole. La sœur du roi est la Nalinnya. Cependant seuls les hommes peuvent régner.
Le second personnage du royaume est le Katikiro, véritable 1er ministre. Son influence est grande mais il est totalement dépendant des volontés du Kabaka. Il dirige un grand nombre de responsables politiques aux différents niveaux du royaume. Le royaume comme la société buganda est très hiérarchisé. Il existe une infinité de chefs nommés plus ou moins directement par le Kabaka. Les nominations sont un des enjeux majeurs des tensions entre le roi et les chefs de clans.

## Les clans du Buganda
Il existe de nombreux clans ou kika au Buganda, ceux-ci sont historiquement la base du royaume. Chaque clan possède un  ou deux animaux totems. Les membres du clan ne peuvent ni détruire ni manger ces animaux. Peu à peu dépossédés de leurs pouvoirs par le Kabaka, ils continuent à jouer un rôle important aujourd'hui encore au niveau local. Les clans sont rattachés à un territoire plus ou moins étendu. Ce territoire peut être continu ou non en fonction des migrations des membres des clans. Certains lieux fortement symboliques pour les clans, les Butaka, sont plus stables. C'est le cas pour les cimetières mais aussi pour certaines zones de cultures.
La plupart des lignages des clans qui se sont déplacés conservent des liens avec leur Butaka mais ils ne vivent pas nécessairement sur les terres du Butaka.
Les clans sont organisés autour du Lukiiko, le Parlement royal.

## Liste des souverains du Buganda
1400 
1. Kintu (fondateur mythique du royaume, fin du XIVe siècle)
2. Chwa Ier (fin du XVe siècle)
3. Kimera (1420-1447)
4. Tembo (1447-1474)
5. Kigala (1474-1501)
6. Kiyimba (1501-1501)
7. Kayima (1528-1528)
8. Nakibinge (1555-1582)
9. Mulondo (1582-fin du XVIe siècle)
10. Jemba (fin du XVIe siècle)
11. Suna Ier (fin du XVIe-1609)
12. Sekamanya (1609-début du XVIIe)
13. Kimbugwe (début du XVIIe)
14. Katerega (1636-1663)
15. Mutebi Ier (1663-1690)
16. Juko (1663-1690)
17. Kayemba (1663-1690)
18. Tebandeke (1690-1717)
19. Ndawula (1690-1717)
20. Kagulu (1730-1760) ou (1717-1744)
21. Kikulwe (1730-1760) ou (1717-1744)
22. Mawanda (1730-1760) ou (1717-1744)
23. Mwanga Ier (1760-1790) ou (1744-1771)
24. Namugala (1760-1790) ou (1744-1771)
25. Kyabaggu (1760-1790) ou (1744-1771)
26. Junju (1790-1800) ou (1771-1797)
27. Samakokiro (1812-1880) ou (1771-1814)
28. Kamanya (1812-1830) ou (1814-1836)
29. Suna II (1830-1854 ou 1857) ou (1836-1856)
30. Mutesa Ier (1854 ou 1857-1884)
31. Mwanga II (1884-1888 puis 1889-1897)
32. Kiwewa (1888-) prétendant au trône pendant l'exil de Mwanga II
33. Karema (1888-1889) prétendant au trône pendant l'exil de Mwanga II
34. Daudi Chwa II (1897-1939)
35. Mutesa II (1939-1966)
36. Mutebi II, (1993-aujourd'hui)

Attention : les dates et l'orthographe des noms sont approximatifs. À partir du XIXe siècle les dates données sont celles des règnes, avant ce sont les dates approximatives de naissance et de mort.